# Кутред (король Кента)
Кутред (англ. Cuthred; умер в 807) — король Кента (798—807).

## Биография
В 798 году Кенвульф Мерсийский нанёс поражение Эдберту III Кентскому и сделал королём Кента своего брата Кутреда.
Во время правления Кутреда, 12 октября 803 года, была упраздненена Личфилдская архиепархия, а Кентерберийская архиепархия вновь заняла главенствующую позицию, которой её лишил Оффа Мерсийский. Также при Кутреде викинги совершили свой первый набег на Кент.
Согласно «Англосаксонской хронике», Кутред скончался в 807 году. От его правления сохранились монеты и два указа, датированные 805 годом. На одном из них указана точная дата — 26 июля 805 года.
Преемником Кутреда в Кенте был его брат Кенвульф.